# Il re pastore (Piccinni)
Il re pastore è un dramma per musica in tre atti del compositore Niccolò Piccinni su libretto di Pietro Metastasio. Il libretto originariamente fu scritto per Giuseppe Bonno, il quale lo musicò e lo mise in scena nel 1751 al Teatro Imperiale di Vienna.
Fu rappresentata per la prima volta il 10 agosto 1760 al Teatro Argentina di Roma, anno in cui il maestro pugliese produsse la sua più celebre opera buffa, La buona figliuola.

## Rappresentazioni in tempi moderni e registrazioni
Quest'opera fu rappresentata per la prima e unica volta in tempi moderni e registrata il 17 luglio 2008 a Martina Franca in occasione della XXXIII edizione del Festival della Valle d'Itria. L'esecuzione dell'Orchestra Internazionale d'Italia fu diretta da Giovanni Battista Rigon, mentre i cantanti che si esibirono furono Maria Laura Martorana, Nicola Amodio, Massimiliano Arizzi, Razek François Bitar e Daniela Diomede.